# L.A. Story
L. A. Story (pt Viver e Amar em Los Angeles/br L. A. Story) é um filme dos gêneros comédia dramática, comédia romântica, fantasia e satírica de 1991, dirigido por Mick Jackson, produzido por Daniel Melnick e escrito e estrelado por Steve Martin como um meteorologista tentando encontrar o amor em Los Angeles. Foi lançado em 8 de fevereiro de 1991, e recebeu críticas geralmente positivas dos 
críticos de cinema.

## Sinopse
Conta a história de um "homem do tempo" da TV, Wacky Harris Telemacker, que acaba de perder o emprego, o seu agente e sua namorada (que tinha um caso com o agente) e passa a ser guiado por um amigável e carente painel de trânsito.

## Elenco
- Steve Martin como Harris K. Telemacher
- Victoria Tennant como Sara McDowel
- Richard E. Grant como Roland Mackey
- Marilu Henner como Trudi
- Sarah Jessica Parker como SanDeE*
- Susan Forristal como Ariel
- Kevin Pollak como Frank Swan
- Sam McMurray como Morris Frost
- Patrick Stewart como Maître do L'Idiot
- Iman como Cynthia

Há participações especiais não creditadas por Chevy Chase, Woody Harrelson, Paula Abdul, Martin Lawrence, Rick Moranis (este seria o quarto e último filme em que Moranis apareceu com Martin), e Terry Jones. John Lithgow e Scott Bakula filmaram cenas - como um agente de cinema e vizinho de Harris, respectivamente - que não apareceram na versão final (embora as referências ao personagem de Lithgow permaneçam na cena na rodovia e nas cenas de almoço da Cozinha da Califórnia).
Martin e Tennant eram marido e mulher na vida real na época da produção do filme.

## Lançamento

### Bilheteria
L.A. Story foi um sucesso de bilheteria. O filme arrecadou US$6,6 milhões durante seu fim de semana de estreia, e terminou sua exibição nos cinemas com uma arrecadação de US$28 milhões.

### Resposta crítica
No site agregador de críticas Rotten Tomatoes, o filme tem uma taxa de aprovação de 94% com base em 35 avaliações, com uma classificação média de 7.4/10. No Metacritic, o filme tem uma pontuação média ponderada de 66 de 100, com base em 11 críticos, indicando "críticas geralmente favoráveis". O público pesquisado pelo CinemaScore deu ao filme uma nota média de "B" em uma escala A+ para F.
Em 2008, L.A. Story foi votado por um grupo de escritores e editores do Los Angeles Times como o 20º melhor filme ambientado em Los Angeles nos últimos 25 anos — com dois critérios: "O filme teve que comunicar alguma verdade inerente sobre a experiência de Los Angeles, e apenas um filme por diretor foi permitido na lista".